# Hieracium karelorum
Hieracium karelorum es una especie de planta con flor del género Hieracium, de la familia Asteraceae, orden Asterales.

## Distribución
Hieracium karelorum se distribuye por Finlandia y Rusia.

## Taxonomía
Fue descrita científicamente por (Norrl.) Üksip.
Tratamiento taxonómico
La especie aparece registrada en una sección de la publicación Kom. Fl. U.R.S.S.